# Pachyschelus erichsoni
Pachyschelus erichsoni es una especie de escarabajo joya del género Pachyschelus, familia Buprestidae. Fue descrita científicamente por Saunders en 1871.